# Rat za hrvatsko-ugarsku krunu 1440.
Rat za hrvatsko-ugarsku krunu 1440. bio je građanski rat u Hrvatsko-Ugarskom Kraljevstvu. 

## Okolnosti
Mladi poljski kralj Vladislav I. Jagelović od prvih je dana krunidbe nailazio na opstrukcije, kako sa strane dijela plemstva, tako i od crkvenih struktura.
1440. godine Vladislavu je ponuđena hrvatsko-ugarska kruna. Prihvatiti tu krunu značilo je brojne probleme povezane s osmanskom opasnošću. S druge strane, udovica posljednjega hrvatsko-ugarskog kralja, Alberta II. Habsburgovca, Elizabeta, nastojala je zadržati krunu za svoje još nerođeno dijete (Ladislav V. Posmrtni).
Vladislav I. je prihvatio hrvatsko-ugarsku krunu. Početna diplomatska neslaganja izrodila su se u oružani sukob koji je potrajao dvije godine. Među pristaše Vladislava I. bio je papa Eugen IV. koji mu je dao snažnu potporu, u zamjenu za pomoć oko organiziranja križarskoga pohoda protiv Turaka. 
Hrvatski ban Matko Talovac doveo je Vladislava I. u hrvatske krajeve. Gotovo jedini moćnici koji su ostali na Elizabetinoj strani bili su Ulrik II. Celjski i Ivan Giskra. Kraljica Elizabeta imenovala je za mačvanskog bana Ladislava Garu, koji je skupio vojsku za rat. U sukobu s Ivanom Hunjadijem ta je vojska bila razbijena.

## Posljedice
Već 1441. Turci su upadali u krajeve između Save i Drave.
Nakon stabiliziranja situacije u Hrvatsko-Ugarskom Kraljevstvu, kralj Vladislav se je upustio u dvogodišnji rat protiv Osmanskoga Carstva 1443. i 1444. godine, prekinuvši dogovoreno desetogodišnje primirje. U bitki kod Varne 10. studenog 1444. Vladislav I. je poginuo.